# Liberación de Francia
La liberación de Francia, comúnmente llamada La Liberación, es el período que se vio al final de la Segunda Guerra Mundial, la progresiva recuperación por parte de las fuerzas aliadas de las regiones de Francia metropolitana ocupadas desde 1940 por los ejércitos del Tercer Reich y de Italia fascista .
En el plano político, esto resultó ser el fin de la ocupación alemana, así como también el fin del régimen de Vichy y el establecimiento del Gobierno Provisional de la República Francesa .

## Contexto histórico
El 3 septembre 1939 comenzó la Segunda Guerra Mundial en Francia. La ofensiva alemana en el frente occidental (en Países Bajos, Bélgica y Francia) comenzó el 10 mai 1940, y el 22 junio el Gobierno Francés firmó el armisticio con la Alemania nazi . Comienza a partir de su entrada en vigor el 25 juin, un período denominado como La Ocupación :
- El norte de Francia fue ocupado por el ejército alemán, el cual también se refiere como la zona ocupada;
- El sur de Francia permaneció libre, denominada como la zona libre, donde se establece el gobierno de Vichy liderado por el mariscal Philippe Pétain. ;
- Alemania anexa Alsacia y Mosela ;
- Los departamentos de Norte y Paso de Calais están anexados al gobierno alemán en Bruselas. ;
- Diversas zonas (costas en particular) se clasifican como "áreas prohibidas".

Luego se desarrollaron movimientos de resistencia interna y externa, liderados principalmente por el general de Gaulle de Londres . El objetivo de la resistencia era liberar a Francia de la ocupación alemana con la ayuda de los Aliados (principalmente Reino Unido y Estados Unidos ), o al menos hostigar a las tropas del Reich Alemán.
Tras el desembarco de los angloamericanos en el norte de África el 8 de noviembre de 1942, las tropas alemanas y, en menor medida, italianas invadieron la zona libre el 11 de noviembre de 1942. Francia metropolitana quedó entonces completamente ocupada.
- Datos: Q697829